# 南営号沈没事故
南営号沈没事故（朝鮮語: 남영호 침몰 사고）は、1970年12月15日に大韓民国の近海で発生した海難事故である。

## 概説
南営（ナミョン、ナムヨン）号は南営海運に所属していた船舶で、1967年12月に慶南造船会社で建造された。長さ43m、幅7.2m、積載定量362トン級であり、1400馬力に15ノットの速力を出すことができた。
1968年3月5日、釜山と済州の間を行き来する定期旅客船としての運航を開始した。当時の乗客定員は295人（1位20名、2位38名、3位237名）、船員は19名であったが、後述の事故後の調査で、乗客定員は321人、積載定量は130トンであることが明らかになった。
1970年12月14日午後4時（KST／JST）頃、南営号は済州島南岸の西帰浦港を出港し、同島東端の城山浦港に寄港して釜山市の釜山港に向かった。このとき、年末年始を控え、定員302人を越える338人の乗客が乗船したうえ、収穫期を迎えたミカンなどの貨物を積載しており、最大積載量の約4倍を超える過積載状態となっていたという。
12月15日午前1時過ぎ、南営号は対馬の西100km付近の海上を航行中、積荷が傾きバランスを崩して転覆、沈没した。貨物は船倉内に300トン、甲板に200トンが載せられていた。
南営号は15日1時15分に左に傾き、10分で転覆した。沈没直前の1時20分から同25分の間に非常周波数で遭難信号（SOS）を発信していたが、韓国の海洋警察庁（以下、海警と表記）はこれを受信できなかった。
8時45分、日本の海上保安庁（以下、海保と表記）の巡視船くさなぎは、複数の漁船から「韓国船が沈没し、4人を救助した」という無線連絡を受けた。
くさなぎは9時に海警に無線で連絡し、回答がないと、北九州市の第7管区海上保安本部に海警に連絡するよう要請した。
7管は12時30分までに釜山と済州の海警に無線で連絡したが、海警からの応答がなかった。14時、くさなぎは韓国の乗客8人を救出したことを7管に連絡し、14時15分に海警の連絡を受けた。日本の漁船は全部で8人を救助した。
海警は12時、日本の共同通信の報道があったが、「連絡を受けたことがない」という立場を繰り返し、海保の出動より4時間遅い13時にようやく出動した。
現場に到着した海警は3人を救助した。日本の漁船から引き継がれた8人と韓国漁船に救助された1人を含め、生存者は12人だった。
沈没後30時間が過ぎた12月16日午前、関係当局は乗客の生存の可能性がないと結論付けた。当時の気温は零下圏であり、船体が深さ89mの海に沈んで引き揚げ作業が難しいと伝えられた。
12月22日、海事関係者らは韓国と日本の技術では船体を引き揚げることができないという結論を下した。ただし、海面に浮かぶ遺体の捜索は続けることにした。
12月24日午前までに全部で9体の遺体が引き揚げられた。
当事故は死者326人を出す大惨事となった。損害額は船体と貨物あわせて1億700万ウォンに達した。
南営号の沈没事故は15日付「済州日報」1面トップで大きく報じられた。済州島をはじめ全国で犠牲者弔慰金募金と遺族支援が呼びかけられた。同年12月20日に合同慰霊祭が営まれ、翌1971年3月30日には西帰浦港に犠牲者慰霊塔が建立された。なおこの事故の責任を取って、朴璟遠内務部長官と白善燁交通部長官が辞任している。
この沈没事故を契機として、1973年12月、同国に旅客船運航管理制度が導入された。